# Рамон Гусман
Рамон Гусман (ісп. Ramón Guzmán, 22 січня 1907, Барселона — 1 квітня 1954) — іспанський футболіст, що грав на позиції захисника. По завершенні ігрової кар'єри — тренер.
Виступав, зокрема, за «Барселону», а також національну збірну Іспанії.

## Клубна кар'єра
У дорослому футболі дебютував 1928 року виступами за команду клубу «Барселона», у складі якої наступного року став переможцем першого сезону в історії загальноіспанської футбольної першості. Загалом провів у «Барселоні» сім років, взявши участь у 45 матчах чемпіонату, проте протягом цього періоду каталонська команда більше чемпіонат країни не вигравала. 
Завершив професійну ігрову кар'єру у клубі «Мальорка», за команду якого виступав протягом 1935—1936 років.

## Виступи за збірну
1930 року провів три офіційні матчі у складі національної збірної Іспанії.

## Кар'єра тренера
Розпочав тренерську кар'єру, повернувшись до футболу після невеликої перерви, 1941 року, очоливши тренерський штаб «Барселони», яка у попередньому сезоні була серед претендентів на чемпіонство. Під його керівництвом «Барса» дуже невдало провела сезон 1941/42, за результатами якого посіла 12 місце у чемпіонаті серед 14 учасників і лише завдяки перемозі у плей-оф за право виступів у Прімері зберегла місце в елітному дивізіоні іспанського футболу. Таким чином Гусман ледь не увійшов в історію як тренер, при якому «Барселона» вибула з Ла-Ліги. Утім 12-й рядок турнірної таблиці лишається найгіршим результатом команди за всю історію виступів у чемпіонатах Іспанії.  Після такого сезону Гусмана на чолі каталонської команди змінив Хуан Хосе Ногес.
Помер 1 квітня 1954 року на 48-му році життя.

## Титули і досягнення
- Чемпіон Іспанії:

«Барселона»: 1929
- Володар кубка Іспанії:

«Барселона»: 1928